# Mikrotargeting
Der Begriff Mikrotargeting bezeichnet eine aus den USA stammende Kommunikationsstrategie – vor allem im Bereich der politischen Kommunikation oder des Marketings.
Sie zielt darauf, die begrenzten Ressourcen der Öffentlichkeitsarbeit so effizient  wie möglich einzusetzen. Mikrotargeting wurde nach der erfolgreichen Anwendung beim Präsidentschaftswahlkampf von Barack Obama im Jahre 2008 weltweit bekannt.

## Grundprinzip von Mikrotargeting
Durch systematische, wissenschaftliche und statistische Analysen wird die Bevölkerung in einzelne demografische, religiöse, politische und viele weitere Zielgruppen eingeteilt. Kommunikationsstrategen stimmen ihre Botschaften zur Erreichung eines Kommunikationszieles (wie Abgabe einer Stimme oder Kauf eines Produkts) auf die unterschiedlichen Bedürfnisse der einzelnen Zielgruppen ab.
Aufgrund eigener massiver Erhebungen (durch Telefonumfragen, Online-Aktionen und Hausbesuche) sowie offizieller Statistiken sind die Verantwortlichen in der Lage, den einzelnen Zielgruppen ihren inhaltlichen Wünschen und formalen Vorlieben entsprechende Inhalte zu liefern, beispielsweise über soziale Medien. Diese zielgruppenspezifische Kommunikation erhöht die Wahrscheinlichkeit der Erreichung des Kommunikationszieles erheblich.
Darüber hinaus spart Mikrotargeting erhebliche Ressourcen, da nur noch mit den Zielgruppen (etwa Wechselwähler oder Kaufinteressierte) und nicht mehr mit der Gesamtgruppe (TV-Spots) kommuniziert wird. Auf diese Weise kann mit denselben Ressourcen die entscheidende Zielgruppe viel häufiger angesprochen werden als bei der Kommunikation mit der Gesamtgruppe. Politische Parteien, Verbände und Unternehmen, die Mikrotargeting anwenden, sind auf diese Weise in der Lage, viel häufiger und intensiver mit den Zielgruppen zu kommunizieren als ihre Mitbewerber.

## Best-Practice-Beispiele
Während des Wahlkampfes 2008 in den USA setzte das Wahlkampfteam von Barack Obama, allen voran seine Wahlkampfberater David Axelrod und David Plouffe, vor allem in den wahlentscheidenden Swing-States auf eine integrierte Mikrotargeting-Kampagne. Hiermit waren sie in der Lage, neue Wählerschichten zu erschließen und letztlich die Wahl zu gewinnen.
Im Präsidentschaftswahlkampf 2012 holte die republikanische Partei den methodischen Vorsprung der Demokraten auf und setzte eigene Mikrotargeting-Strategien um; auch in Donald Trumps Präsidentschaftswahlkampf 2015/16 hat es wohl eine, wenn auch keine entscheidende Rolle gespielt (siehe Cambridge Analytica).
Im Wahlkampf zur Bundestagswahl 2017 wurden von mehreren deutschen Parteien insbesondere via Facebook politische Botschaften an kleinteilige Zielgruppen übermittelt. Allein das Budget der beiden Volksparteien CDU und SPD für den digitalen Wahlkampf wurde auf 20 bis 25 Millionen Euro beziffert.
Im Bereich der überparteilichen Wahl-Aktivierung setzte die Bundeszentrale für politische Bildung ebenfalls einen Mikrotargeting-Ansatz ein. Sie fokussierte dabei ihre politischen Bildungsaktivitäten im Vorfeld der Bundestagswahl 2017 auf Gebiete, in denen die Wahlbeteiligung 2013 besonders niedrig war. Die Aktionen in den 32 ausgewählten Gebieten umfassten unter anderem Werbung auf Plakaten, Bierdeckeln, Postkarten oder in Kinos, Aktionen und Workshops vor Ort, eine Postwurfsendung in den Postleitzahlbereichen, den Wahl-O-Mat zum Aufkleben etc.
Der Europäische Datenschutzbeauftragte (EDSB) stellte 2024 fest, dass die Generaldirektion Migration und Inneres der EU-Kommission 2023 rechtswidrig einen Dienstleister beauftragt hatte, die politischen Ansichten von Bürgern zu verwenden, um gezielte Werbung auf Twitter/X zu schalten.

## Mikrotargeting von Unternehmen und Verbänden
Grundsätzlich stehen Mikrotargeting-Strategien auch Unternehmen und Verbänden zur Verfügung. Allerdings haben erst einige amerikanische Verbände und Gewerkschaften damit begonnen, Mikrotargeting-Strategien anzuwenden.

## Kritik
Die erfolgreiche Umsetzung von Mikrotargeting benötigt einen erheblichen zeitlichen und organisatorischen Aufwand. Darüber hinaus ist unklar, inwiefern die Erfahrungen aus den USA nach Europa transferiert werden können.